# Osvaldas Balakauskas
Osvaldas Balakauskas est un compositeur lituanien de musique classique et ambassadeur, né à Miliūnai le 19 décembre 1937.

## Biographie
En 1961, il est diplômé de la Lithuanian University of Educational Sciences (en) et entre dans la classe de composition de Boris Liatochinski à Kiev en 1969. Entre 1992 et 1996, il est ambassadeur de son pays. En 1996, il obtient le prix national lituanien, plus haute distinction artistique et culturelle du pays. Il dirige le département de composition à l'Académie de musique et de théâtre de Lituanie en 1988–1992 et en 1994–2006.
De 1988 à 1992, il a été membre du Conseil de « Unité », une coalition multipartite lituanienne. Il a été ambassadeur en France, Espagne et Portugal (résidence à Paris).

## Style
Les premières œuvres d'Osvaldas Balakauskas sont influencées par Stockhausen, Pierre Boulez, Xenakis, Anton Webern et Olivier Messiaen. À partir de 1960, il développe son propre langage harmonique, tonal, appelé « tonalité Balakauskas ». Ce langage diffère de la musique atonale et du sérielle de la Seconde école de Vienne : il utilise des sous-ensembles spécifiques à partir des douze notes, utilisant en même temps les deux modes majeur et mineur. Cela imprègne sa musique d'une couleur jazz, bien que le compositeur parle de coïncidence.

## Œuvres
Les compositions d'Osvaldas Balakauskas relèvent de plusieurs genres musicaux : symphonies, concertos, musique de chambre et musique instrumentale. Parmi les plus importantes on peut citer la sonate des Montagnes (Kalnų sonata), inspirée des peintures de Mikalojus Konstantinas Čiurlionis (1975), les symphonies no 2 (1979), no 4 (1998) et no 5 (2001). Ces deux dernières symphonies ont fait l'objet d'un enregistrement chez Naxos.

### Symphonies
- Symphonie no 1, 1973
- Symphonie no 2, 1979
- Symphonie no 3, pour orchestre à cordes, 1989
- Symphonie no 4, 1998, enregistrée chez Naxos, 8.557605, en 2005
- Symphonie no 5, 2001, enregistrée chez Naxos, 8.557605, en 2005
- Opera Strumentale, 1987

### Musique de chambre
- Medis ir paukštė, « L'arbre et l'Oiseau », pour alto et piano, 1976
- Do nata, pour violoncelle, alto et bande magnétique, 1982
- Corrente, pour flûte, alto et piano, 2005
- Duo concertante, pour alto et piano, 2007
- Trio concertante, pour flûte, alto et piano, 2008

## Enregistrements
- Quatuors à cordes 1-5[3], par Chordos String quartet, chez NoBusiness Records (de), de 2018